# Le Diable au corps (film, 1947)
Pour les articles homonymes, voir Le Diable au corps.
Pour plus de détails, voir Fiche technique et Distribution.
Le Diable au corps est un film dramatique français réalisé par Claude Autant-Lara, sorti en 1947.

## Synopsis
Pendant la Première Guerre mondiale, une jeune fiancée, Marthe, aide-soignante dans un hôpital militaire, prend pour amant François, un lycéen trop jeune pour rejoindre l'armée. À la suite d'un rendez-vous manqué sur un ponton, Marthe épouse son fiancé Jacques, un militaire au front. Les amants vont continuer de s'aimer au vu et su de toute la ville, créant le scandale. 

## Fiche technique
- Titre original : Le Diable au corps
- Réalisation : Claude Autant-Lara
- Scénario : Pierre Bost, d'après le roman éponyme de Raymond Radiguet
- Adaptation et dialogues : Claude Autant-Lara, Jean Aurenche, Pierre Bost
- Photographie : Michel Kelber
- Cadreur : Marcel Weiss
- Assistants-opérateurs : Roland Paillard, Wladimir Iwanoff
- Montage : Madeleine Gug
- Musique : René Cloërec
- Son : William-Robert Sivel
- Décors : Max Douy
- Costumes : Claude Autant-Lara et Monique Dunan
- Producteur : Paul Graetz
- Société de production : Transcontinental Films
- Distribution : Universal Film SA
- Pays de production :  France
- Langue originale : français
- Format : Noir et blanc — 35 mm — 1,37:1 — son Mono
- Genre : Film dramatique
- Durée : 125 minutes[1] ; 112 minutes[2]; après censure, 110 minutes
- Dates de sortie :
  - France : 12 septembre 1947 (Paris)
  - France : 22 septembre 1947 (sortie nationale)
  - États-Unis : 9 mai 1949
- Affiches : Joseph Koutachy, René Lefèbvre (France)

## Distribution
- Gérard Philipe : François Jaubert, un lycéen de 17 ans qui devient l'amant de Marthe
- Micheline Presle : Marthe Grangier, la jeune épouse d'un poilu, aide-soignante dans un hôpital militaire, qui devient sa maîtresse
- Denise Grey : Mme Grangier, une bourgeoise devenue infirmière, la mère de Marthe
- Jean Debucourt : Edouard Jaubert, le père de François
- Germaine Ledoyen : Mme Jaubert, la mère de François
- Pierre Palau : M. Marin, un retraité, le logeur de Marthe
- Jeanne Pérez : Mme Marin, la logeuse de Marthe
- Jacques Tati : l'estafette au bar
- Michel François : René, un lycéen ami de François
- Jean Lara (sous le nom de Jean Varas) : Jacques Lacombe, le mari de Marthe qui combat sur le front
- Richard Francœur : le maître d'hôtel du restaurant de luxe
- Jean Berton : le garçon du bar
- Marthe Mellot : la religieuse
- Charles Vissières : Anselme, le serveur du restaurant de luxe
- Maurice Lagrenée : le médecin-major
- Albert Michel : le vendeur de chambres à coucher
- Albert Rémy : le sacristain
- André Bervil : le fêtard qui annonce l'Armistice avec un jour d'avance
- Edmond Beauchamp : le sommelier du restaurant de luxe
- Henri Gaultier : Monsieur Georges, le gérant du restaurant de luxe
- Léon Larive : le marchand de timbres
- Jean Fleury
- Renée Garcia
- Jean Relet
- Tristan Sévère : le surveillant du lycée
- Albert Glado
- Roger Vieuille
- Jacques Beauvais

## Autour du film
- Adaptation du roman de Raymond Radiguet, le film marqua l'immédiat après-guerre. Il créa un tollé lors de sa sortie à Bordeaux[3], le 12 septembre 1947, critiqué pour inciter à l'exaltation de l'adultère et prôner l'antimilitarisme. Des journalistes firent même une pétition pour que le film soit retiré de l'affiche. À la projection au festival de Bruxelles le 29 juin 1947, l'ambassadeur de France quitta la salle[4]. Il exprime beaucoup les sentiments de la jeune génération de 1947 qui avait atteint l'adolescence pendant la Seconde Guerre mondiale, ce qui permit à Gérard Philipe  d'obtenir le Prix d'interprétation au festival de Bruxelles 1947.
- Il s'agit de la première adaptation cinématographique du roman, suivi par Le Diable au corps (Il Diavolo in corpo) de l'Italien Marco Bellocchio en 1986 puis par Obsession fatale (Devil in the Flesh) de l'Australien Scott Murray en 1989.
- Deux des acteurs avaient participé au doublage du film de propagande nazie Le Juif Süss : Richard Francœur et Maurice Lagrenée.
- La production fut en grande partie financée par des capitaux américains (la Transcontinental Films dirigée par le producteur Paul Graetz), mais contrairement aux usages américains Claude Autant-Lara disposait des droits artistiques, notamment le contrôle du montage (Director's cut en anglais)[réf. souhaitée].
- Le tournage fut marqué par un interminable bras de fer entre Autant-Lara (soutenu par tous les syndicats de techniciens et des personnels des différents métiers du cinéma, à commencer par Jean Aurenche et Pierre Bost, ses dialoguistes) et Paul Graetz, qui exigeait notamment de couper des scènes filmées dans une église ou dans un contexte religieux (vraisemblablement dans la crainte de difficultés d'exploitation du film aux États-Unis en relation  avec le tatillon code Hays pour lequel la religion était un sujet très sensible). Finalement Autant-Lara eut en grande partie gain de cause après avoir dû recourir à des sommations d'huissier, des menaces de grève et diverses tentatives d'arbitrage[5].

## Accueil
« À la vision du Diable au corps, Jean Cocteau, grand seigneur, rend hommage au travail d’Autant-Lara et écrit : “On aime les personnages, on aime qu’ils s’aiment, on déteste avec eux la guerre et l’acharnement public contre le bonheur.” »

— Francis Girod (Discours prononcé lors de sa réception sous la Coupole en hommage à Claude Autant-Lara, 2003)

## Récompenses et distinctions
- 1947 : Victoires du cinéma français : Micheline Presle: meilleure actrice pour ce film.